# Taxeotis pelopa
Taxeotis pelopa är en fjärilsart som beskrevs av Edward Meyrick 1897. Taxeotis pelopa ingår i släktet Taxeotis och familjen mätare. Inga underarter finns listade i Catalogue of Life.